# Condado da Frísia Oriental
O Condado da Frísia Oriental (em holandês: Graafschap Oost-Friesland) foi um condado - embora tenha sido elevado à classe de principado em 1662 - da região da Frísia Oriental, no noroeste do atual estado alemão da Baixa Saxônia.

## História
Inicialmente a Frísia Oriental era parte do reino da Frísia. Os frísios praticamente não tinham nenhuma autoridade maior sobre deles. Existia, porém, respeitadas famílias de chefes (Häuptling), que pretendiam aumentar poder e influência, e principalmente em suas localidades. No século XV, a dinastia dos Cirksena conseguiu estabelecer sua autoridade em praticamente todo o território. Em 1464, Ulrico I foi elevado ao status de Conde por Frederico III do Sacro Império Romano-Germânico, e a região se tornou um condado. Ela fez parte do Círculo do Reno Inferior-Vestfália.
No século XVI, a Guerra dos Oitenta Anos colocou o poder do conde Edzardo II, então governante, sob pressão. A cidade de Emden havia se tornado um destino muito frequente para os holandeses calvinistas que fugiam da perseguição religiosa na Holanda, fazendo da cidade seu exílio. Edzardo, porém, era luterano, o que foi causa de tensões. Em 1595, a República Neerlandesa interferiu na disputa entre a cidade e o conde através do Tratado de Delfzijl, onde o condado luterano passava a reconhecer a influência holandesa e a Igreja Reformada (Calvinista). Tropas holandesas estavam estacionadas em Emden e Leer.
Em 1602 o conde Enno III tentou expulsar os holandeses com o apoio do Imperador e do rei da Espanha, mas não teve seu pedido acolhido. Em um novo tratado, em 1603, o governante foi forçado a aceitar a ocupação holandesa e as consequências religiosas por um período indeterminado de tempo. Na Guerra dos Trinta Anos, tropas Imperiais entraram no condado em 1628. Enquanto não se colidem com as tropas holandesas presentes no território, os Estados Gerais holandeses pararam de abastecer o vale do Ems.
O território veio ao domínio da Prússia, em 1744. Em 14 de Março deste ano foi firmada a Convenção de Emden, acordo entre a cidade de Emden e Frederico II da Prússia, que reconhecia uma futura sucessão prussiana com a condição de que as liberdades e privilégios da cidade fossem preservados - como o direito de empório. Em 25 de maio de 1744, morre Carlos Edzardo, então príncipe do território. O rei Frederico afirmou o seu direito de sucessão e passou a ter a Frísia Oriental sob seu governo.

Em 1806, com as batalhas de Jena-Auerstedt o território foi incorporado para o Reino da Holanda, que era um estado cliente do Primeiro Império Francês. Esta anexação foi reconhecida em 1807 pela Prússia no Tratado de Tilsit. Em 9 de julho de 1810 o território se tornou parte direta da França, tornando-se parte do departamento de Ems Oriental. Entre 1813 a 1815 a Prússia invade novamente a região, e as antigas fronteiras nacionais são restauradas. Porém no Congresso de Viena, em 1813, os prussianos foram obrigados a ceder a Frísia Oriental para o Reino de Hanôver.
"Sua Majestade, o Rei da Prússia, cede à Sua Majestade, o Rei do Reino Unido da Grã-Bretanha e Irlanda, Rei de Hanôver, para que seja possuído por Sua Majestade e por seus sucessores, em plena propriedade e soberania; (...) 3. O Principado da Frísia Oriental, incluindo o país denominado Harlinger-Land, nas condições mutuamente estipuladas no artigo 30º para navegação do Ems e para o comércio do porto de Emden. Os estados do principado devem preservar seus direitos e privilégios." 
Ata final do Congresso de Viena, art. 27.
O Reino de Hanôver foi anexado para a Prússia em 1866, voltando a região a ser prussiana. Mas desde 1946 é parte do estado alemão da Baixa Saxônia.